# Cobria rufa
Cobria rufa är en skalbaggsart som beskrevs av Stefan von Breuning 1961. Cobria rufa ingår i släktet Cobria och familjen långhorningar. Inga underarter finns listade i Catalogue of Life.